# Drömmarnas hus
Drömmarnas hus (tyska: Das Haus der Träume) är en tysk historisk dramaserie från 2022 som hade premiär på SVT och SVT Play den 9 mars 2023. Första säsongen består av 6 avsnitt. Serien är regisserad av Umut Dag och Sherry Hormann. Manus har skrivits av Silja Clemens, Holger Joos, Carola M. Lowitz och Conni Lubeck.
Säsong 2 som också består av sex avsnitt hade premiär i Tyskland i december 2022, och som i Sverige hade premiär 16 mars 2023.

## Handling
Serien utspelar sig i Berlin på 1920-talet. Vicky Maler anländer till staden med hopp om ett bättre liv. Men så snart hon kommer dit, möts hon av ett kallt uppvaknande. Utan någonstans att bo tar hon anställning som försäljare på en nyetablerad varuhuskedja. Vicky förälskar sig i den till synes fattiga pianisten Harry som visar sig vara sonen till hennes chef.

## Roller i urval
- Naemi Florez - Vicky Maler
- Ludwig Simon - Harry Grünberg
- Nina Kunzendorf - Alice Grünberg
- Amy Benkenstein - Elsie Schön